# Acmaeops proteus
Acmaeops proteus là một họ bọ Cánh cứng trong phân họ Lepturinae, họ bọ cánh cứng sừng dài. Loài này phân bố ở Canada, México, và Hoa Kỳ.
Fungi, Paecilomyces farinosus entomopathogenic species parasite on adult beetles.

## Subtaxa
There is one varieties in species:
- Acmaeops proteus durangoensis Linsley & Chemsak, 1972
- Acmaeops proteus proteus (Kirby, 1837)